# Рад ноћу
Рад ноћу или ноћни рад је сваки облик рада који се обавља у времену од 22 часа до шест часова ујутру наредног дана, за раднике, а у пољопривреди између 22 часа увече и пет часова ујутро наредног дана, како је по дефиницији то регулисано Законом о раду у Србији, и другим међународним прописим у свету, и најчешће је повезан са сменским радом различитог периодицитета и времена трајања. Светска здравствена организација класификовала је рад ноћу као могући узрочник рака. За малолетнике запослене у индустрији, посао између двадесет сати увече и седам ујутро наредног дана сматра се радом ноћу, а за малолетнике запослене ван индустрије, рад у времену између 20 часова увече и шест часова ујутро наредног дана сматра се ноћним радом.
Закон о раду уводи и категорију ноћног радника и прописује посебну заштиту на раду и права на заштиту на раду. Статус ноћног радника припада раднику који, радни распоред, мора редовно радити три сата у ноћном раду током једног дана, или једну трећину свог радног времена (трајно или повремено) током године. Такав рад не сме трајати дуже од осам сати дневно, а колективним уговором може бити утврђено и 12 сати.
Како појаве које се у живом свету, укључујући и људе, понављају истим редом и у истим временским интервалима (ритму) оне се називају биолошки ритмови, а свако њихово нарушавање носи назив биолошка дисритмија. Дисритмија подразумева ремећење (десинхронизацију) нормалног биолошког часовника, циркадијалног ритма, спољним узроцима (нпр променама циклуса дан—ноћ, светло—тама), и један је од битних чинилаца појаве преморености у готово свим професијама које своје активности обављају у сменама (возачи, пилоти, лекари, војници, полицајци итд). Биолошки ритам има периодичност и карактеристичан је за правилно функционисање великиког број органских система, чија десинхронизација најчешће прво доводи до појаве премора.
Извесна истраживања физиолога и психолога потврђују значај ритмичног понављања збивања у човеку на његово понашање и посебно, на његову радну активност. Актуелност тих истраживања је дошла до изражаја са ширењем сменског рада и увођењем рада ноћу, који у значајној мери нарушава уобичајене ритмове који се одвијају у човеку што има за последицу повећање броја повреда на раду, менталних потешкоћа и сл., пре свега због изражене појаве преморености.

## Правна регулатива

### Правна регулатива рада ноћу у свету
Рад ноћу у свету је регулисан кроз следеће смернице Међународне организације рада:
- Конвенција и препоруке Међународне организације рада MOR—ILO
- Конвенција бр. 89 о забрани рада ноћу у индустрији за жене (ревиизија раније конвенције из 1948. године);
- Конвенција бр. 89 из 1948. године о забрани рада ноћу за младе (ревиизија раније конвенције из 1948. године;
- Конвенција бр. 171 о раду ноћу из 1990. године која дефинише заштиту и права радника који раде ноћу. У њој су дате дефиниције рада ноћу и ноћног радника, и наведене мере за заштиту здравља, мере за заштиту породичних и социјалних потреба радника који раде ноћу, као и мере заштите материнства.
- Препорука бр. 178 из 1990. године, везана је за рад ноћу, регулише ближе препоруке за дужину рада ноћу, трајање одмора, права на додатни ноћни додатак. У овој препоруцу посебно је указано на тежак физички рад, на излагање токсичним супстанцама, буци, вибрацијама, психичком напору и осветљењу током рада ноћу.

### Правна регулатива рада ноћу у Европској унији
Директивом 93/104 EC i 2003/88, Европске уније регулиса је рад ноћу кроз следеће смернице за своје чланице:
1. Ноћни рад, је рад који се обавља непрекидно 7 сати у периоду од поноћи до 5 часова ујутру.
2. Ноћни радник, је радник који ради ноћу од поноћи до 5 ујутру, најмање 3 сата током радног дана.
3. Максимална ноћна недеља сме да траје највише 48 сати.
4. Минимални дневни одмор, је одмор који у континуитету износи најмање 11 сати.
5. Минимални недељни одмор је период одмора од 24 до 48 сати у току 14 дана.
6. Минимум 20 минута одмора следује током рада ноћу, максимално након 6 часова континуираног рада.
7. Максимално 8 часова ноћног рада, сме да буде унутар 24 часа (и тако просечно максимуално 17 седмица)
8. Радници који раде ноћу подлежу бесплатним медицинске прегледима пре запослење за рад ноћу. Овим радницима следују и периодични здарвствени прегледи.
9 Из здравствених разлога ночном раднику, се мора ноћна смена заменити дневном..
10. Радниицима који претежно раде ноћу следује плаћени годишњи одмор од најмање 4 недеље.

## Епидемиологија
Технолошки развој, индустријска револуција и увођење вештачке осветљења на почетку 20. виека, утицао је на стални пораст броја радника који раде ноћу. Нове технологије (компјутери, интернет и слично) такоше је променила навике и људе и ван радних обавеза на послу све касније одлазе на спавање.
На глобалном нивоу милиони људи у свету раде ноћу, о чему нема званичних података, али према резултатима једне студије коју је спровео Универзитет „Принстон“ између седам и 15% радне снаге у развијеним земљама света, а на глобалном нивоу око 20—25% запослених људи данас ради у неком облику рада ноћу, упркос доказима о његовом штетном деловању на здравље.
Ангажовање у ноћним сатима за неке је, попут лекара и другог медицинског особља ротационо, док су друга занимања предодређена да трају годинама до дубоко у ноћ, тачније до јутра.

## Патофизиологија биолошких ритмова
С обзиром да у природи владају различита ритмична збивања, као што је смена годишњих доба, ритмично појављивање дана и ноћи, плиме и осеке, основано је претпоставити да се то одражава на човека у виду најразличитијих биолошких или циркадијалних ритмова. 

### Подела биолошких ритмова
У зависности од одређених периода у којима се јављају ови ритмови се деле на:
Циркадијалне ритмове
ендогено генерисане ритмове са периодом трајања близу 24 h.  Посебан обик ових ритмова су диурални ритмови који су синхронизовани са са циклусом дан / ноћ.
Ултрадијалне ритмове
Ултрадијалне биолошке ритмове карактерише период < 24 h  (нпр циклуси храњења) или значајно краћи периоди (са много већом фреквенцијом) него код циркадијалног ритма. Спавање је добар пример ултрадијалног ритма, јер човека када спава пролази кроз различите фазе спавања (на пример, плитак и дубок сан у трајању око 90 минута).
Инфрадијалне ритмове
Инфрадијалне ритмове карактерише период > 24 h. Примарн инфрадијалног ритма био би менструални циклус жена који траје 28 дана.
Активности људског организма синхронизоване су на ритмичке промене светлости и таме које се дешавају свакодневно, а биолошки ритмови су физиолошки и биохемијских процеси и обрасци понашања створени кроз човекову еволуцију у одсуству свих екстерних 24-часовних сигнала из физичког окружења, са периодом који је око 24 часа. 
Ови физиолошки ритмови који се називају и циркадијални, од латинске речи „circa diem“ '(око дан), поседују атрибуте унутрашњег биолошког часовника, којим управља „велики циркадијални пејсмејкер“ у мозгу. А тај циркадијални пејсмејкер у мозгу је свакодневно под утицајем 24-часовног соларног циклуса, и у суштини је главни тајмер. 
Остали пејсмејкери, или тајмери, у човековом организму су унос хране, радне и друге активности и бројни сигнали из окружења, на пример будилник. Добара регистрација и пријем сигнала у мозгу омогућава организму човека оптималне перформансе у право доба дана, јер је мозак у стању да предвиде будуће задатке и омогући одговарајуће физиолошку и психолошку припрему
Биолошки ритам у организму човека, регулише бројне неоурохуморалне процесе у мозгу и на тај начин контролише и усклађује дневно ноћне и бројне друге функције свих најважнијих органа у људском телу. За циркадијални ритам веома је важно понављање образаца дневних активности, а да би се човек осећао добро овај ритам требало би да буде стабилан. То се постиже редовним и устаљеним излагањем дневној, а нарочито јутарњој светлости након буђења. 
Биолошки ритмови код човека су регулисани „главним биолошким сатом” који се састоји из мреже можданих ћелија (супрахиазматско једро). Ово једро, које игра улогу главног сата, чини око 20.000 можданих ћелија које се налазе изнад укрштања видних живаца. На рад овог главног биолошког сата утиче много тога из нашег организма и из његове околине, а онда он утиче на дневно/ноћни ритам, на поспаност и будност, на лучење хормона, на телесну температуру и друге важне функције. Најважнији хормони на које утиче биолошки сат јесу, хормон раста и мелатонин.
Променер у биолошком сату и њихов значај
Биолошки сат означава ритмичност психофизичких збивања у човеку која су у вези са ритмичним збивањима у природи. До сада су идентификоване следеће промене у биолошком часовнику:
- циркадијални ритмови, односно дневни ритмови условљени смењивањем дана и ноћи,
- биолошки ритмови или месечни ритмови - циклуси (нпр код жена),
- сезонски (годишњи ритмови), повезани са променом годишњег доба и други.

физиолошки људи су тако грађени да се њихов унутрашњи биолошки сат непрестано подешава у односу на спољне услове, односно на излагање циклусима светлости и таме. Механизам деловања биолошког сата, су сложени, и свако његово занемаривање активира стресни механизам који: повећава ниво шећера у крви и крвни притисак јер се организам припрема да одговори на потенцијалну претњу која заправо не постоји. 
Бројна истраживања физиолога и психолога потврђују значај ритмичног понављања збивања у човеку на његово понашање и посебно, на његову радну активност, јер сменски рада који у значајној мери обавља и ноћу, нарушава уобичајене ритмове који се одвијају у човеку, што има за последицу:
- повишен ниво стреса који може довести и до кардиоваскуларних болести или метаболичких поремећаја попут шећерне болести типа 2.
- отежан рад имунолошког система што утиче на пораст аутоимуних болести и вишу стопу рака дебелог црева или рака дојке.
- повећање броја повреда на раду,
- изазива менталне потешкоће и сл.

## Клиничка симптоматологија изазвана радом ноћу
Најчешћи симптоми који настају као последица нарушеног циркадијалног ритма 
| Симптоми   | Карактеристике симптома |
| ---------- | --- |
| Општи      | - Тешкоћа иницирања сна - Тешкоћа одржавање сна - Неокрепљујући сан - Поспаност током дана - Лоша концентрација - Умањен радни учинак, укључујући и смањења когнитивних способности - Лоша психомоторна координација - Главобоља - Гастроинтестинални поремећаји |
| Специфични | - Тежи ментални поремећаји - Депресија - Биполарни поремећаји - Сезонски афективни поремећаји - Шизофренија и други сродни гранични поремећаји повезани са абнормалностима у циркадијалним ритмовима - Имуносупресија функција имунског система                  |

### Кумулативни ефекти рада ноћу

#### Општи поремећаји
Поремећаји функција нервног система
Поремећај кардиоваскуларних функција
Гојазност
Разна истраживања показују да ноћни рад заиста утиче на појаву вишка килограма у односу на рад током дана. 
Једно истраживање спроведено на Универзитету у Барију, у Италији, показало је да су радници фабрике у ноћној смени добили на килажи знатно више него радници који су исти посао обављали дању. Такође, утврђено је и да су имали повишени крвни притисак.
Претпоставља се да је један од разлога хронопоремећај, односно поремећај нормалног двадесетчетворочасовног биоритма човека када је измењен режим рада, спавања и обедовања. Овај хронопоремећај може да утиче на повећање шанси да се особа гоји. Такође на гојазност утиче и то што с обзиром на то да дању спавају, радници треће смене често не могу да оду до теретане или на џогинг у вечерњим сатима, пре смене, а ујутру, када им се смена заврши уморни су за сваку физичку активност, и она изостаје.

### Репродуктивни и меструални дисбаланс код жена
Хипоталамус (као интегрални део неуронске мреже лимбичног система) има значајно место интеграције ендокриног и нервног система. Психолошки стимуланси који су израженији током рада ноћу међу најснажнијим су факторима који утичу на ендокрине функције посебно у репродуктивном систему жене. У том смислу рад ноћу код жена може утицати на:
- повећан број спонтаних побачаја,
- повећа број превермених порођаја (пре 37 недеље гестацијe)
- малу тежину новорођенчета (телесна тежина мања од 2.500 g)
- повећан ризик од карцинома дојке, колоректални карцином код медицинских сестара после дугоогодишњег ноћног рада,
- поремећај менструалног циклуса, због нарушене фине координације унутар ендокрине осовине јајника, која одржава његову месечну периодичност.

Ноћни рад такође код жена утиче и на породичне односе, бригу о деци, социјалне контакте, бављење рекреацијом и спортом, као и на друге активности које се одвијају током видног дела дана.

## Апсолутне и релативне контраиндикације за рад ноћу
| Болести                 | Проценат |
| ----------------------- | -------- |
| Психозе и депресије     | 20.2%    |
| Ендокринолошке болести  | 17,7%    |
| Стања након миокардитис | 8.5%     |
| Коронарна болест        | 8.0%     |
| Офталмолошке болести    | 7.5%     |
| Бронхијална астма       | 6.6%     |
| Малигнитет              | 7,0%     |